# Тихонова Марія В'ячеславівна

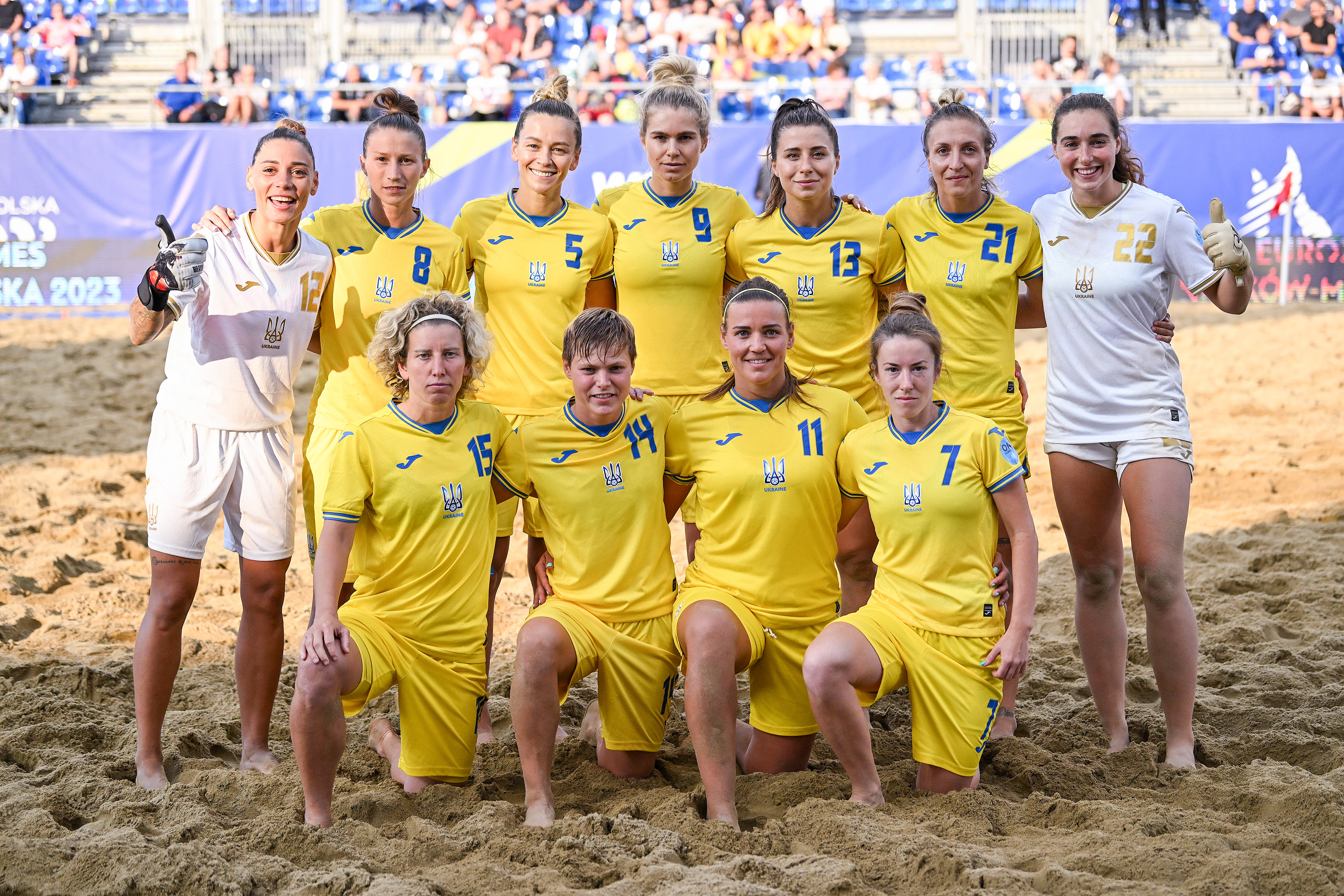
Тихонова (№7) у складі жіночої збірної України з пляжного футболу на Європейських іграх 2023

Марія В'ячеславівна Тихонова (нар. 22 липня 1992) — українська футболістка і футзалістка. Кандидат у майстри спорту.

## Клубна кар'єра
Футбольну кар'єру розпочала у «Донеччанці», з якою підписала контракт 5 вересня 2007 року. У команді відіграла трохи більше ні 4 сезони, у чемпіонаті України провела 52 матчі та відзначилася 4-а голами. У лютому 2011 року стала переможницею товариського міні-турніру з настільного тенісу серед гравчинь «Донеччанки». 1 липня 2011 року підсилила «Житлобуд-1». Дебютувала у футболці харківського клубу 3 вересня 2011 року в переможному (9:2) домашньому поєдинку 9-о туру Вищої ліги проти «Родини-Ліцею». Марія вийшла на поле в стартовому складі та відіграла увесь матч, а на 82-й хвилині відзначилася дебютним для себе голом за «Житлобуд-1». У харківському клубі зіграла понад 6 сезонів, разом з «Житлобудом-1» 5 разів вигравала чемпіонат України та стільки ж разів кубок країни, багаторазова учасниця жіночої Ліги чемпіонів.
Напередодні початку сезону 2017/18 років перейшла до «Ятрань-Берестівець», за який дебютувала 20 липня 2017 року в переможному (5:0) домашньому поєдинку 1-о туру Вищої ліги проти столичного «Атекс-СДЮШОР №16». Тихонова вийшла на поле в стартовому складі та відіграла увесь матч. Дебютними голами за команду з Уманщини відзначилася 25 серпня 2017 року на 4 та 45-й хвилинах переможного (4:1) виїзного поєдинку 2-о туру чемпіонату України проти володимир-волинського «Ладомира». Марія вийшла на поле в стартовому складі та відіграла увесь матч.
На початку 2019 року розпочала футзальну кар'єру, приєднавшись до харківського клубу «Tesla».

## Кар'єра в збірній
Викликалася до дівочої збірної України WU-19, за яку дебютувала 11 вересня 2010 року в переможному (2:1) поєдинку жіночого чемпіонату УЄФА проти одноліток з Ізраїлю. Марія вийшла на поле в стартовому складі та відіграла увесь матч. У футболці дівочої збірної зіграла 5 матчів. Востаннє у збірній WU-19 виходила на футбольне поле 5 квітня 2011 року в програному (1:7) домашньому поєдинку жіночого чемпіонату Європи WU-19 проти Швеції. Тихонова вийшла на поле в стартовому складі та відіграла увесь матч.

## Досягнення
«Житлобуд-1»
- Вища ліга чемпіонату України
  -  Чемпіон (7): 2011, 2012, 2013, 2014, 2015
  -  Срібний призер (5): 2016, 2017

- Кубок України
  -  Володар (10): 2011, 2013, 2014, 2015, 2016

## Державні нагороди
- Медаль «За працю і звитягу» (7 вересня 2023) — За досягнення високих спортивних результатів на ІІІ Європейських іграх у м. Кракові (Республіка Польща), виявлені самовідданість та волю до перемоги, піднесення міжнародного авторитету України.[7]